# Phyllothelys decipiens
Phyllothelys decipiens es una especie de mantis de la familia Mantidae.

## Distribución geográfica
Se encuentra en la India Borneo y Java.